# 선동초등학교 (전북)
선동초등학교는 대한민국 전북특별자치도 고창군 공음면 선동리에 있었던 공립 초등학교이다.

## 학교 연혁
- 1935년 5월 1일: 공음공립보통학교 부설 선동간이학교 개교(설립인가 4월 18일)
- 1944년 4월 1일: 선동공립국민학교 설립인가
- 1982년 3월 5일: 병설유치원 개원
- 1983년 10월 20일: 4개교실 신축, 4개교실 개축
- 1989년 7월 21일: 도지정 음악과 연구학교 운영 보고
- 1993년 11월 30일: 운동장배수로 통관 매립
- 1996년 3월 1일: 선동초등학교로 교명 개칭
- 1998년 3월 1일: 화장실 1.2층 신축 완공
- 2009년 2월 10일: 영어체험실 준공
- 2009년 10월 22일: 부채울 글샘터 개관
- 2010년 5월 30일: 1층 나무 바닥 개수 및 관사 보수
- 2010년 8월 23일: 2층 교실 나무유리창 교체
- 2011년 5월 4일: 교명석 설치 및 정문 조경사업
- 2012년 2월 1일: 2층 교실 및 복도 나무 바닥 개수
- 2012년 2월 29일: 운동장 배수로 공사
- 2012년 3월 1일: 전라북도교육청 지정 양성평등 연구학교
- 2014년 2월 14일: 제 65회 졸업(총 4395명)
- 2014년 3월 1일: 제23대 김성규 교장 부임
- 2014년 3월 1일: 유인순 교감 부임
- 2014년 3월 3일: 5학급 편성
- 2025년 2월 28일: 폐교[1] 및 공음초등학교 통폐합, 90년만에 폐교